# 재택학습
재택학습(在宅學習) 또는 홈스쿨링/홈스쿨(영어:homeschooling/homeschool, home education, home based learning)은 학교에 보내지 않고 집에서 학습을 하는 대안교육 방식이다. 나라마다 합법인 경우도 있고, 불법인 경우도 있다. 최근에는 미국에서 보통 학교 학습에 대한 비판이 많아서 자택학습이 증가 추세이다. 실제로 홈스쿨링은 예전부터 에디슨, 악동뮤지션의 이찬혁, 이수현, 아이즈원 장원영과 같은 인재를 배출하였다.
재택학습은 학교 이외의 다양한 장소 또는 가정에서 학령기 아동을 교육하는 것이다. 일반적으로 학부모, 교사 또는 온라인 교사가 실시하는 많은 홈스쿨 가족은 학교에서 항상 볼 수 있는 덜 형식적이고 개인화되고 개별화된 학습 방법을 사용한다. 홈스쿨링의 실제 관행은 다를 수 있다. 그 범위는 전통적인 학교 수업을 기반으로 하는 고도로 구조화된 형태부터 수업 및 커리큘럼 없이 홈스쿨링을 구현하는 언스쿨링과 같은 보다 개방적이고 자유로운 형태까지 다양하다. 처음에 학교에 다녔던 일부 가족은 학교 습관에서 벗어나 홈스쿨링을 준비하기 위해 탈학교 단계를 거친다. 홈스쿨링은 원격 교육과는 구별한다. 원격 교육은 일반적으로 학생이 부모나 스스로에 의해 독립적이고 제한 없이 교육을 받는 것이 아니라 온라인 학교의 요구 사항에 따라 교육을 받는 배열을 말한다.
취학 의무법이 도입되기 전에는 대부분의 아동 교육이 가족과 지역 사회에서 이루어졌다. 19세기 초까지 학교에 다니는 것은 선진국에서 가장 보편적인 교육 수단이 되었다. 20세기 중후반에 더 많은 사람들이 학교 학습의 효율성과 지속 가능성에 의문을 제기하기 시작했고, 이로 인해 특히 아메리카와 일부 유럽 국가에서 홈스쿨러의 수가 다시 증가했다. 오늘날 홈스쿨링은 비교적 널리 퍼진 교육 형태이며 많은 국가에서 공립 및 사립 학교에 대한 법적 대안이다. 홈스쿨링이 규제되거나 불법인 국가도 있다. 코로나19 범유행 동안 전 세계의 많은 학생들이 바이러스의 위험으로 인해 집에서 공부해야 했다. 그러나 이는 전통적인 홈스쿨링이 아닌 원격교육의 형태로 시행되는 경우가 많았다.
홈스쿨링을 하는 이유는 개인의 이익에서 공립학교 시스템에 대한 불만에 이르기까지 다양하다. 일부 부모는 홈스쿨링에서 자녀를 위한 더 나은 교육 기회를 본다. 예를 들어 교사보다 자녀를 더 정확하게 알고 일반적으로 한 명에서 소수의 교육에 전적으로 집중할 수 있으므로 개별 강점과 약점에 더 정확하게 대응할 수 있기 때문이다. 학교 밖 생활에 대해 자녀를 더 잘 준비시킬 수 있다고 생각하기 때문이다. 예를 들어, 어떤 아이들은 집에서 더 잘 배울 수 있다. 자주 정해진 구조에 잘 대처하지 못하거나 그곳에서 괴롭힘을 당한다. 홈스쿨링은 또한 외딴 시골 지역에 거주하는 가족, 일시적으로 해외에 거주하는 가족, 자주 여행을 떠나 자녀를 학교에 데려가는 것이 물리적으로 불가능하거나 어려움에 직면한 가족, 자녀와 더 많은 시간을 더 좋은 시간을 보내고자 하는 가족을 위한 선택 사항이다. 건강상의 이유와 특별한 필요도 아이들이 정기적으로 학교에 출석할 수 없고 적어도 부분적으로는 홈스쿨링을 받는 이유에 영향을 미칠 수 있다.
홈스쿨링을 비판하는 사람들은 아이들이 적절한 사회화가 부족하여 사회적 기술이 부족할 수 있다고 주장한다. 일부는 또한 부모가 자녀에게 생활 기술을 지도하고 조언할 자격이 없을 수 있다고 우려한다. 비평가들은 또한 아이들이 학교에 등록하지 않으면 다른 문화, 세계관, 사회 경제적 집단의 사람들을 만나지 못할 수도 있다고 말한다. 따라서 교육기준이 정해져 있지 않으면 홈스쿨링이 종합적이고 중립적인 교육을 보장할 수 없다는 지적이다. 홈스쿨링을 받은 아이들은 때때로 표준화된 시험에서 더 높은 점수를 얻었고 그들의 부모들은 설문조사를 통해 그들의 아이들이 공립학교 학생들보다 동등하거나 더 나은 사회적 기술을 발달시켰고 문화 및 가족 활동에 평균적으로 더 많이 참여했다고 보고했다. 또한, 연구에 따르면 홈스쿨링을 하는 학생들은 일반적으로 자존감이 더 높고, 우정이 더 깊고, 어른들과 더 좋은 관계를 맺고 있으며 또래 압박에 덜 민감하다.

## 같이 보기
- 대안학교
  - 이우학교
- 발도르프 교육
  - 서머힐 스쿨
  - 키노쿠니야 학교